# Hindenburgallee 41 (Gehrden)

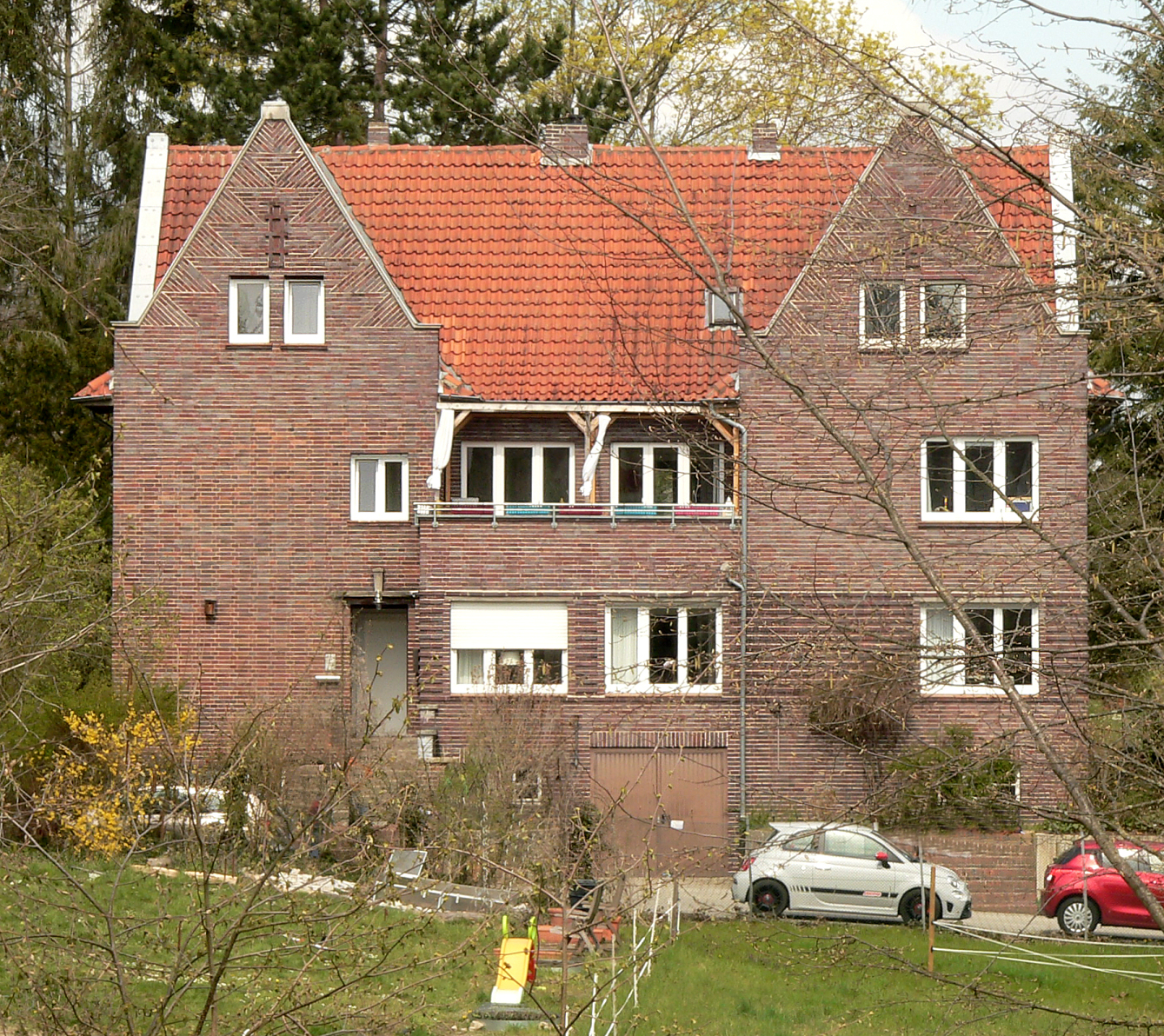
Hindenburgallee 41 in Gehrden

Das Wohngebäude Hindenburgallee 41 ist ein denkmalgeschütztes Wohngebäude in Gehrden in der Region Hannover in Niedersachsen. Es wurde in den Jahren 1935 und 1936  vom Architekten Kohlmann als Wochenendhaus in exponierter Lage am Gehrdener Berg erbaut. Seine Gliederung lehnt sich an den Bauhausstil an. Im Jahr 1938 wurde das Gebäude aufgestockt und um einen Flügel erweitert.

## Beschreibung
Bei dem Gebäude handelt es sich um einen in der Stadt Gehrden am Wald in Hanglage gelegenen, zweigeschossigen traufständigen Massivbau aus dunklem Klinker. Das Gebäude weist einen hohen Keller unter einem Satteldach auf. Das Gebäude verfügt über ein Zwerchhaus an der westlichen Hauptfassade, am östlichen Abschnitt vorder- und rückseitig dem Zwerchhaus sehr ähnliche Risalite. Mit den Risaliten fluchtender, eingeschossiger zweiachsiger Standerker in der Mitte der Hauptfassade. In den Giebeln verfügt das Gebäude über Keramikschmuck in geometrischer Form. Das Gebäude ist ein Beispiel für eine betont sachliche Heimatschutzarchitektur in dem seit den 1920er Jahren sehr geschätzten und in Hannover häufig verwendeten dunkelroten bis violetten Klinker. Aufgrund des für den ländlichen Bereich ungewöhnlichen Stils in qualitätvoller Ausprägung besitzt das Wohnhaus einen Zeugnis- und Schauwert für Bau- und Kunstgeschichte, an seiner Erhaltung besteht daher ein öffentliches Interesse.